# Louis Schmidt (pianist)
Johannes Lodewijk Gerardus (Louis) Schmidt (Amsterdam, 17 oktober 1851 - Amsterdam, 18 augustus 1885) was een Nederlands pianist.
Hij was bij zijn overlijden enig kind van onderwijzer/muzikant Ernst Lodewijk George Schmidt en Wilhelmina Frederika Meurs. Louis Schmidt werd begraven op De Nieuwe Ooster.
Schmidt werd opgeleid door Gustaaf Adolf Heinze. Hij vervolmaakte zijn studie aan het Conservatorium van Leipzig. 
Hij speelde meerdere keren tijdens concerten in de Parkschouwburg met het Parkorkest. Vanuit Amsterdam bleef hij concerten geven, en was tevens muziekonderwijzer. Hij was begeleider bij de liedertafel Euterpe, van welke vereniging hij erelid was.
Hij componeerde voorts een Mazurka voor piano, in 1876 uitgegeven voor Louis Roothaan. Schmidt werd bij een kort maar hevig ziektebed slechts 34 jaar.